# Finn Trærup-Hansen
Finn Trærup-Hansen (født 1955 i Durup) er en dansk badmintontræner, der har været aktiv i dansk badminton som klubtræner i en række jyske klubber, som landstræner og senest sportschef i Badminton Danmark.
I ungdomsårene dyrkede han badminton, fodbold, håndbold og atletik i fødebyen Durup. I 1980 afsluttede han læreruddannelsen ved Skive Seminarium, hvorefter han blev lærer på Hældagerskolen i Vejle.
Ved VM i København i 1991 var Finn Trærup-Hansen træner og coach for Jens Peter Nierhoff. Efter at have gennemført Dansk Badminton Forbunds elitetræneruddannelse og haft ansvaret for forbundets talentgruppe blev han i januar 1993 landstræner og fik her senere Morten Frost som sportschef. Han stoppede i landstrænerjobbet i juni 1995 og var herefter et par år tilbage i lærergerningen.
Fra januar 1997 til september 1999 var han landstræner i Australien. Her var han med til at sikre to bronzemedaljer ved Commonwealth Games i 1998. Fra september 1999 til marts 2005 var han Performance Director for Badminton England. Han stod i spidsen for udviklingen af landsholdscenteret i Milton Keynes samt de regionale talentcentre. England vandt bronze i OL i Sydney 2000 og sølv ved OL i Athen i 2004.
Fra april 2005 har han stået i spidsen for talent- og elitearbejdet som sportschef i Badminton Danmark. I sine to perioder i dansk badminton har Finn Trærup-Hansen set Danmark vinde fire OL-medaljer, 25 VM-medaljer og 8 hold-VM-medaljer, herunder det første guld til et europæisk hold i herrernes Thomas Cup.